# Mbomou

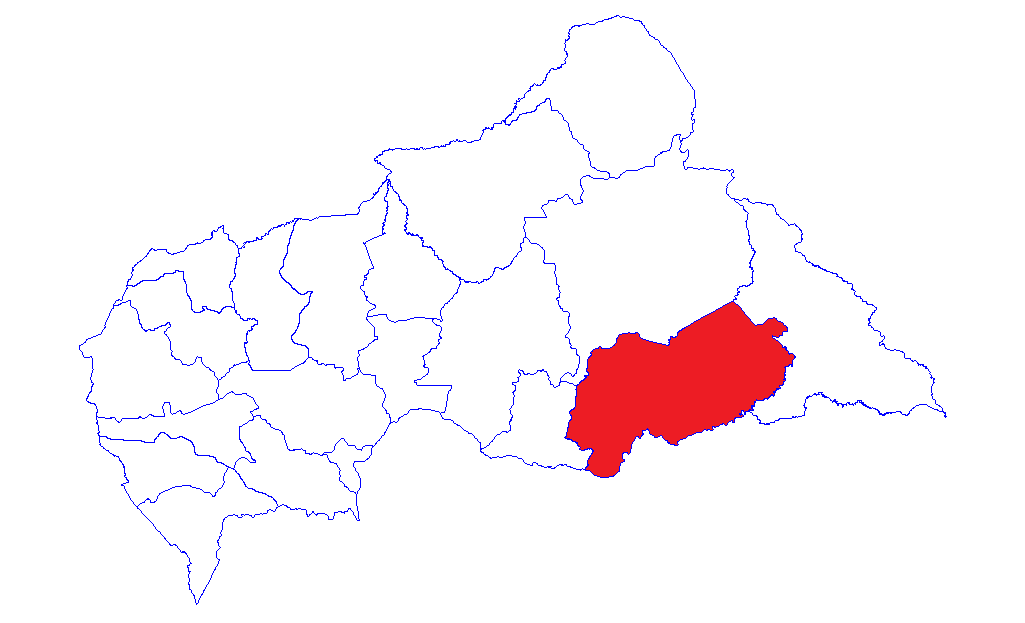
Localização de Mbomou

Mbomou é uma das 20 prefeituras da República Centro-Africana, tendo Bangassou como capital. A região abrange uma área de 61 150 km² e, de acordo com o último censo realizado em 2003, sua população era de 164 009 habitantes. Em 2024, estimativas oficiais apontam que a população chegou a 267 647 pessoas.